# Oocystidium
Oocystidium, rod zelenih algi iz porodice Oocystaceae, dio reda Chlorellales. Postoje dvije priznate vrste, sve su slatkovodne. Opisana je 1953. godine

## Vrste
1. Oocystidium ovale Korshikov - tipična
2. Oocystidium planoconvexum (Hindák) Stenclová & Pazoutová